# Bodyboard

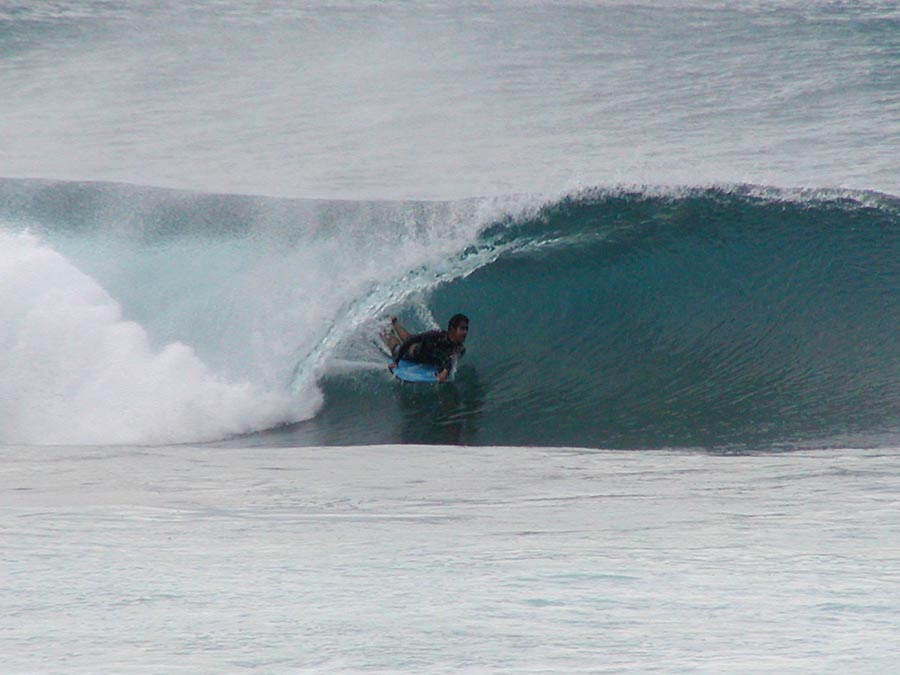
Bodyboard

El bodyboard o bodyboarding és un esport basat en el lliscament sobre la superfície d'una onada sense trencar, amb una taula d'escuma sintètica d'al voltant d'1,15 metres de llargada dita bodyboard.
Hi ha tres estils o maneres de lliscar-se sobre la taula: 
- Estirat (prone)
- Amb una cama agenollada (drop knee)
- Dret (stand up)

D'aquestes tres modalitats la més usual és la primera.

## Història
El bodyboarding té els seus orígens en la més primerenca forma de lliscament sobre una ona, si exceptuem el bodysurfing. Diaris de 1778 descriuen com els homes en Hawaii cavalcaven les ones sobre taules tipus paipo.
"...a diversion most common is upon the Water, where there is a very great Sea, & surf breaking on the Shore. The Men sometimes 20 or 30 go without the Swell of the Surf, & lay themselves flat upon an oval piece of plank about their Size & breadth, they keep their legs close on top of it, & their Arms are used to guide the plank." (Lt. James King, 1778, Kealakekua Bay, Hawai`i, from King's unedited log of 1778).
No obstant això, el bodyboard modern i la seva condició d'esport l'hi devem A Tom Morey, que el 1971 va començar a comercialitzar els seus Boogie Boards usant materials més confortables i duradors que els de les tradicionals taules paipo hawaianas.
Aquesta nova manera de lliscar sobre les ones es va popularitzar en poc temps, degut fonamentalment a la seva menor corba d'aprenentatge inicial i el menor preu de les taules respecte a les del surf.
A mitjans dels 80 van començar a sorgir una sèrie de bodyboarders que van canviar la història d'aquest esport aplicant tècniques i innovacions. Noms com Mike Stewart, Pat Caldwell, Keith Sasaki o Ben Severson, van desenvolupar aquest esport i el van dur més enllà del mer lliscament sobre una ona. L'estil predominant en el bodyboarding era un lliscament de grans i àmplies traçades, i les maniobres més repetides eren el 360 i El Rotllo.
Més tard, a l'època dels 90, es va produir una altra revolució en aquest esport. Bodyboarders com Guilherme Tamega, Michael Eppelstun o Ben Holland van dur les acrobàcies o maniobres desenvolupades fins a les seves cotes més radicals. Arrivant fins i tot a desenvolupar noves maniobres impensables fins llavors, com Air Roll Spin de Michael Eppelstun.
Avui dia, el panorama mundial del bodyboard està representat per noms com els Hawaians Mike Stewart (pioner d'aquest esport que continua estant entre l'elit), Jeff Hubbard (revolucionari bodyboarder per la seva facilitat i espectacularitat per a realitzar maniobres aèries), Spencer Skipper (reconegut com a digne successor de Stewart pel seu elegant estil deslliçant-se). Cal destacar també, a causa de la seva joventut, radicalitat i la seva afició per les monstruoses ones d'escull australianes, un nodrit grup de joves Australians format per noms com Ryan Hardy, Mitch Rawlins, Dave Winchester, i Brendan Newton